# Claudio Vila
Claudio Ernesto Vila Bustillos (Iquique, 30 de octubre de 1968) es un abogado y político chileno, militante del Partido Comunista de Chile (PCCh). Se desempeñó como gobernador de la provincia del Tamarugal entre 2014 y 2016.

## Biografía

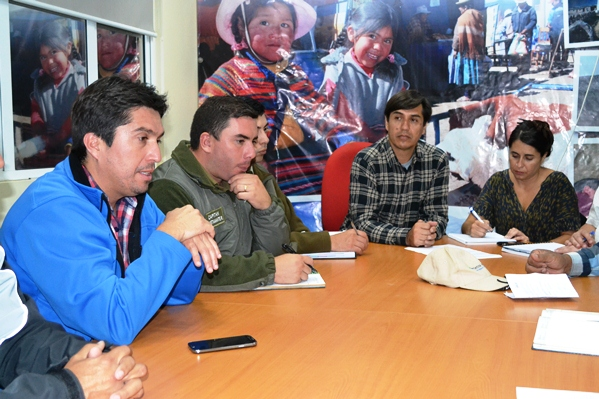
El gobernador Vila preside el Comité Operativo de Emergencias en Pozo Almonte, tras un sismo en Iquique, en marzo de 2014.

Hijo del también abogado Carlos Vila Molina.
De profesión abogado. Militante del Partido Comunista de Chile (PCCh), desde 1999 ha trabajado en distintos servicios públicos en la ciudad de Iquique: Sename, Gobierno Regional, Gendarmería y en el municipio local.
Ha estado vinculado desde muy joven en la política, primero desde el movimiento estudiantil secundario y luego en el ámbito universitario, trabajando por la recuperación de la democracia y los derechos humanos.
El 11 de marzo de 2014 fue designado por la presidenta Michelle Bachelet como gobernador de la provincia de Tamarugal. Dejó el cargo el 10 de noviembre de 2016